# Pierre Madaule
Pour les articles homonymes, voir Madaule.
Pierre Madaule, né le 9 septembre 1927 à Poitiers et mort à Graulhet, dans le Tarn, le 24 mars 2020,, est un écrivain français.

## Biographie

### Famille
Il est marié à Paulette en 1949, et le couple aura quatre enfants . Il est le fils de Jacques Madaule. Son frère Edmond s’est fait connaître sous le pseudonyme d’Edmond Puységur.

### Carrière
Après ses études à Sciences Po, intellectuel engagé, membre du Parti socialiste unifié, catholique pratiquant, il fut notamment délégué général du Comité régional d’expansion économique de Midi-Pyrénées et du Tarn, et a présidé le Comité économique et social de la région Midi-Pyrénées pendant 18 ans, de 1974 à 1992[réf. nécessaire]. Simultanément, il a été, à Paris, une des chevilles ouvrières du Conseil national des économies régionales et de la productivité (CNERP), un membre actif du Conseil économique, social et environnemental dont il fut le président la section de l’Économie régional et de l’aménagement du territoire et le secrétaire du groupe des associations familiales (UNAF).
Il fut aussi écrivain et surtout lecteur assidu de l’œuvre de Maurice Blanchot, dont la lecture est le thème de son premier livre paru chez Gallimard, Une tâche sérieuse ?. Sa correspondance avec Maurice Blanchot a été publiée par Gallimard. Il a également entretenu une amitié littéraire avec des auteurs comme Roger Laporte, Louis-René des Forêts[réf. souhaitée] ou encore Jacques Derrida.

## Œuvres
- Une tâche sérieuse ?, Paris, Gallimard, coll. « Blanche », 1973 -  (ISBN 2070285014)
- Véronique et les Chastes, suivi de « Une porte ouverte » de Bernard Noël et « hors de propos » de Puységur, Paris, Ulysse fin de siècle, 1988
- Maurice Blanchot, Pierre Madaule.  Correspondance (1953-2002), édition établie, présentée et annotée par Pierre Madaule, Paris, Gallimard, coll. « Blanche », 2012 -  (ISBN 9782070138449)